# 三田美吹
三田 美吹（みた いぶき、2000年（平成12年）7月19日 - ）は、日本の俳優、タレント、ファッションモデル、元アイドルである。
元CROWN POPのメンバー、グループでは主にダンス&ボーカルを担当していた。
元スターダストプロモーション所属。

## 来歴
小学6年生で雑誌のオーディションを受け合格、2013年に事務所入り。雑誌「ピチレモン」の専属モデル（ピチモ）を2013年7月号から2015年12月号まで務めてい
2013年、東海テレビ/フジテレビ 『明日の光をつかめ-2013夏-』で俳優デビュー。
2015年にCROWN POP結成メンバーとなる。
2018年7月15日、下北沢SHELTERにて「OKANMURI祭2018〜＃IBU×search〜」を開催。
2019年8月12日、錦糸町rebirthにて「CROWN POP生誕ソロミッション〜三田美吹のソロみが深い〜」を開催。
2020年1月19日、横浜アリーナにて開催された「『ミューコミプラス』 presents スタプラアイドルフェスティバル〜今宵、シンデレラが決まる〜」で投票により最多得票を獲得しシンデレラに選ばれた。
2020年2月から2021年3月までニッポン放送『ミュ〜コミ+プラス』に水曜日アシスタントとしてレギュラー出演していた。
2021年5月2日、Zepp Tokyoにて開催した無観客配信ライブ「CROWN POP STYLE」にて最後のMCで「残念ながら無観客ライブ配信という形にはなってしまったのですが、こうしてステージに立たせていただけているのも大切なポッパーさんや応援してくれる全ての方がいてくださるおかげです。本当に本当にありがとうございます。Zepp単独ということで、ここまで来るのに約6年経ってしまったのですが、今日を楽しみに待っていてくださった方がたくさんいて、私たちもポッパーさんで会場がぎゅうぎゅうに埋まってる景色を想像でしか見れていないので、私たちは絶対負けないし、もっともっと大きな場所でたくさんの素敵な景色をポッパーさんと見ていきたいです。このメンバーとポッパーさんとチームクラポのスタッフさんのみんながいれば絶対に大丈夫だって思えたそんな素敵な時間でした。」と語った。
2021年7月11日、Yokohama Bay Hallにて「CROWN POP BOMB×2〜三田美吹生誕祭2021〜」を開催。
2021年10月30日、横浜アリーナにて開催された「『ミューコミVR』 presents スタプラアイドルフェスティバル〜今宵、2人目のシンデレラが決まる〜」で1人目のシンデレラとして吉田尚記とともにMCを務めた。
2022年9月10日、Yokohama Bay Hallにて「CROWN POP BIRTHDAY!〜三田美吹ダイダイダイスキDD大集合〜」を開催。
2022年12月と2023年1月にミュージカル「スクールアイドルミュージカル」に鈴賀レナ 役として出演。2023年8月の追加公演には出演しなかったが、2024年1月の2024年公演では加藤夕夏とのダブルキャストで再びレナを演じた。
2024年8月、CROWN POPの解散に伴い、卒業。ソロでの活動が中心となる。
2025年5月31日、スターダストプロモーションを退所した。

## 出演

### テレビドラマ
- 明日の光をつかめ-2013夏-（2013年7月、フジテレビ系列東海テレビ）
- 痛快TV スカッとジャパン
  - 〈胸キュンスカッと〉~林間学校は恋の戦場~（2016年9月）
  - 〈友情スカッと〉~幼なじみは「ギャル」に（2016年11月）
  - 〈胸キュンスカッと〉コミック版~揚げパンは初恋の味~（2016年12月）フジテレビ
- オトナヘノベル（2017年2月、NHK Eテレ）
- THE突破ファイル　超豪華3大コラボ2時間SP「突破交番×恋わずらいのエリー」（2024年3月、日本テレビ）

### その他テレビ
- コアラモード.のガチンコスターダストプラネット
  - 第28回2018年4月9日
  - 第37回2019年1月20日
  - 第41回2019年5月9日
  - 第78回2022年6月21日
  - 第86回2023年2月21日フジテレビNEXT
- ももクロと行く！ 広島県編（2020年4月4日 - 4月18日、BS日テレ）[12]
- しおこうじ玉井詩織×坂崎幸之助のお台場フォーク村NEXT
  - 第105夜「DearBEATLES勝手に前夜祭！」2020年2月27日
  - 第122夜「GIRLS FOLKTORY NEXTJ」2021年7月15日
  - 第127夜「松本隆縛りスタプラボーカルフェス~オトナゲスト研ナオコ再び~！」2021年12月14日
  - 第129夜「DearBEATLES今度こそ勝手に前夜祭」2月24日
  - 第132夜 「スタプラ大好ききくちさんまつり」2022年5月10日
  - 第144夜「坂崎幸之助のお台場J-POP SCHOOL」~第2回スタプラ大好きまつり~2023年5月9日
  - 第145夜「玉井くんは来ていただけるだけで」~ダウンタウンももクロバンド7人でももクロ誕生会~2023年6月1日
  - 第146夜「フジテレビマルチシアター公開生放送」2023年7月11日
  - 第151夜『第7回松本隆縛り音楽祭」2023年12月14日フジテレビNEXT
- 芸能人が本気で考えた！ドッキリGP（2023年1月21日、フジテレビ系列）
- オールスター合唱バトル
  - 第2回2023年5月14日
  - 第3回2023年12月28日
  - 第4回2024年7月14日（フジテレビ系列）

### ラジオ
- ミュ〜コミ+プラス（2020年2月 - 2021年3月、ニッポン放送） - 水曜日アシスタント[13][14]
  - TOKYO IDOL FESTIVAL オンライン 2020にミューコミプラスのレギュラー陣で結成されたスペシャルユニット「ミューコミ娘。」として出演
- ニッポン放送 ホリデースペシャル 太田胃散プレゼンツ スタプラアイドルラジオ（2020年7月23日、ニッポン放送） - 吉田尚記（ニッポン放送アナウンサー）・玉井詩織・佐々木彩夏（ももいろクローバーZ）とMCを務める
- 推シマシ（2021年5月13日、CBCラジオ）
- ニッポン放送 ホリデースペシャル ミューコミVR〜スタプラアイドルフェスラジオ〜（2021年11月3日、ニッポン放送）

### 雑誌
- 「ピチレモン」(2013年7月号 - 2015年12月号、学研プラス) - 専属モデル
- 「ディズニーファン 13' 11月増刊号」(2013年10月、講談社)
- 「アイラブTOKYOディズニーリゾート2014」(2013年11月、講談社)
- 「ディズニーファン 14' 11月増刊号」(2014年10月、講談社)
- 「アイラブTOKYOディズニーリゾート2015」(2014年11月、講談社)
- 「美しいキモノ」春号(2015年2月、ハースト婦人画報社)
- 「LOVE berry」(2016年1月(vol.1) - 2017年7月(vol.8) 、徳間書店)
- Kimono Walker vol.14（2018年2月）

### CM・広告
- ファンシーポケットカタログ「FPG」(2015年5月)
- NHKプレマップ「リオ五輪」CM(2016年7月)
- 東京メトロCM「東京2020オリンピック・パラリンピック競技大会オフィシャルパートナー」宣言篇（2016年10月）
- マクドナルド総選挙 キャンペーンCM(2017年1月)
- KITTY BOTTLE 「MEET ACTION」キャンペーンムービー（2017年9月）
- イーストボーイ自転車（2017年11月）
- Yahoo! JAPAN「Search for 3.11 検索は応援になる。」チャリティムービー（2018年3月）

### 舞台
- スクールアイドルミュージカル - 鈴賀レナ 役（ラブライブ！シリーズのミュージカル）[15][16][17]
  - 出演者らによるテーマソング『未完成ドリーム！』（2022年12月10日リリース）、アルバム『スクールアイドルミュージカル』（2023年5月10日リリース）、アルバム『椿滝桜女学院高等学校スクールアイドル部 後夜祭アルバム！』（2024年8月21日リリース）にも参加[18]
  - 初演：2022年12月10 - 15日 東京・新国立劇場 中劇場、2023年1月25 - 29日 大阪・梅田芸術劇場 メインホール
  - 2024年公演：2024年1月11日 - 21日 THEATER MILANO-Za（加藤夕夏とのダブルキャスト）[19]
- イリス・ノワール -禁樹のミエリ- - ヒース 役[20]
  - 2024年4月3日 - 7日 六行会ホール
- 「かげきしょうじょ!!」 - 中山リサ  役[21]
  - 第2章：2024年12月12日 - 18日 三越劇場
  - 第3章 The Final：2025年11月1日 - 5日〈予定〉 三越劇場[22]
- THREE'S 2025 貂蝉 役
  - 2025年1月29日 - 2月3日 かめありリリオホール
- 薔薇王の葬列 - イザベル 役[23]
  - 2025年4月19日 - 27日 こくみん共済 coop ホール/スペース・ゼロ
- Altersong - 霧島唯 役
  - 2025年6月18日 - 22日 築地本願寺ブディストホール
- Belleville - アミナ 役
  - 2025年9月3日 - 9日〈予定〉、すみだパークシアター倉[24]

### 朗読劇
- 朗読劇『初等教育ロイヤル』（2024年8月21-25日、こくみん共済 coop ホール/スペース・ゼロ） - 高橋さん 役[25]

### 映画
- 少年モン、本当の名前は知らない（2015年、加治屋彰人監督）
- 短編映画『明星の君へ』（2025年、佐野大監督）-都倉真柚季 役[26]

### MV
- Le Lien「がんばりDoki」（2015年9月2日）
- 175R「ANNIVERSARY」（2018年10月3日）
- BURNOUT SYNDROMES「PHOENIX」（2020年2月12日）[27]
- 4na「月子さん」（2023年9月29日）
- @JAMALLSTARS 2023「夢の砂〜a theme of @JAM〜」

### その他出演
- イベント YBC「サン宝石フェア」（2014年3月）
- イベント「Pichile ファイナルパーティー supported by Mc Sister」（2015年11月1日、イトーヨーカドー木場店）
- イベント「超十代－ULTRA TEENS FES－2016＠TOKYO」（2016年3月29日、幕張メッセ国際展示場） - ファッション誌「LOVE berry」とコラボしたSPECIAL STAGEに出演
- イベント「『ミューコミプラス』 presents スタプラアイドルフェスティバル〜今宵、シンデレラが決まる〜」（2020年1月19日、横浜アリーナ） - 投票によってシンデレラに選出
- 無観客配信「渋谷LOFT9 アイドル俱楽部vol.14」（2020年6月29日） - 長友彩海（AKB48）、持田優奈（青春高校3年C組）、浅野杏奈（マジカル・パンチライン）、大場結女（ラストアイドル）、【MC】吉田尚記と共演。
- イベント「『ミューコミVR』 presents スタプラアイドルフェスティバル〜今宵、2人目のシンデレラが決まる〜」（2021年10月30日、横浜アリーナ） - 1人目のシンデレラとして吉田尚記とともに司会を務めたほか、開演1曲目にCROWN POP「踊れ！」をソロ歌唱[28]。
- ABEMA SPECIAL『矢口真里の火曜The NIGHT』（2021年10月26日深夜） - 里菜と出演
- イベント「第5回 ももいろ歌合戦」（2021年12月31日、日本武道館） - 最強アイドルメドレー2021に出演
- 「KANSAI COLLECTION 2023A/W」（2023年8月6日、京セラドーム大阪）